# Potok (Popovača)
Potok je naselje u Republici Hrvatskoj, u sastavu Grada Popovača, Sisačko-moslavačka županija. Mjesto se nalazi 60 km istočno od Zagreba u neposrednoj blizini autoputa A3 (Bregana-Lipovac), izlaz Popovača.

## Stanovništvo
Prema popisu stanovništva iz 2001. godine, naselje je imalo 835 stanovnika te 291 obiteljskih kućanstava.
| broj stanovnika | 994   | 837   | 889   | 823   | 1061  | 1278  | 1296  | 1557  | 1523  | 1559  | 1408  | 1161  | 973   | 931   | 835   | 756   | 671   |
|                 | 1857. | 1869. | 1880. | 1890. | 1900. | 1910. | 1921. | 1931. | 1948. | 1953. | 1961. | 1971. | 1981. | 1991. | 2001. | 2011. | 2021. |

Potok se prvi put spominje oko 1690. godine, a prvi popis je sastavljen 1696. godine. Međutim taj prostor nije bio prazan do tada na što ukazuju brojni pronalasci antičkih artefakata. U susjednom Osekovu na lokalitetu Ciglenice pronađeni su ostatci rimske vile koja se vjerojatno nalazila na nekadašnjem rimskom putu prema Sisciji, današnjem Sisku.
U 17. stoljeću obitelj Erdody naseljava područje Potoka s podanicima gdje su imali posjede (Zagrebačka, Križevačka te Varaždinska županija), tako da se pri popisu iz 1701. već uviđa veliki broj doseljnika – novih prezimena. Prema popisu iz 1802. godine od strane Zagrebačke biskupije, župa Osekovo ima 3.027, od toga Potok 979 duša. Godine 1857. prilikom prvog službenog popisa stanovništva Hrvatske, Potok ima 994 stanovnika. Svakim popisom stanovništva taj broj raste, tako da 1953. godine ima 1.559 stanovnika te je to ujedino i rekordan broj stanovnika ikada.
Od 1953. broj stanovnika konstantno opada tako da 1971. ima 1.161, 1981. 973, 1991. 931, a prema popisu 2001. selo ima 835 stanovnika. Razlog stalnom padu broja stanovnika možemo pripisati potrazi za poslom u gradovima, nepovoljno stanje u poljoprivredi te rad u inozemstvu.
MOSLAVAČKE BUNE I LEGENDE Posebno mjesto u povijesti sela Potok zauzima seljačka buna 1816. godine. Seljaci Potoka i okolice digli su bunu protiv uprave moslavačkog vlastelinstva – grofa Erdodya. Epilog ove pobune je bila pogibija 17-tero potočkih kmetova 2. na 3. veljaču 1816. godine. U organizaciji MH Kutina održana je sv. misa za poginule ustanike 29. siječnja 2005. godine.
Povijest Potoka, tj. 19. stoljeće, bila bi nepotpuna bez spomena plemenite hajdučije Joce Udmanića. Joco je bio Robin Hood svojeg vremena koji je robio samo bogate i loše ljude – bare ga tako pamti legenda. Nakon godina hajdučije i bježanja pred žandarmerijom, Joco Udmanić pogiba u Potoku veljače 1867. godine kako tada prenosi Gospodarski list (br.12, str. 76, god. 1867.). Smatra se da je s njegovim ubojstvom došao kraj hajdučije koja je vladala Hrvatskom od 16. stoljeća sve do druge polovice 19. stoljeća na granicama Habsburškog carstva. Dan danas stari Moslavčani znaju izreći rečenicu koju je Joco jednom izgovorio - Nisam ja došao ležati, već orati.
SVJETSKI RATOVI Svjetski ratovi ostavili su traga i u Potoku. Nema točnog zapisa koliko je poginulih bilu u Prvom svjetskom ratu ali sigurno je bilo žrtava jer se još 1924. godine spominje da se u nekim brakovima muževi vode kao nestali u ratu. Uspostavom nove kraljevine Jugoslavije, Potočani se gotovo jednoglasno opredjeljuju za Radićev HSS što i dokazuju glasovanjima na skupštinskim izborima za kutinsku izbornu jedinicu 1923. (od 705 glasova, 695 za HSS), 1925. (od 693 glasa, 686 za HRSS). 1929. godine, nakon uvedene diktature, opzicija nije mogla sudjelovati, tako da na izborima 1931. vladi podložni činovnik Nikola Ovanin dobiva 405 glasova Potočana. Na izborima 5. svibnja 1935. godine oporba je kadidirala, u kutinskom izbornom kotaru, Miju Stuparića (HSS) s liste dr. Vlatka Mačeka. Stuparić je dobio 752 glasa od ukupno 844 birača od kojih su 763 glasovala.
O Potoku u drugom svjetskom ratu najbolje govore spomen obilježja u samom selu. Na Društvenom domu mjesna boračka organizacije postavila je 1957. godine spomen-ploču žrtvama fašističkog terora. Na ploči je registrirano 19 žrtava. 2001. godine Potok dobiva spomeničko obilježje žrtava komunističkog terora, tj. žrtve pripadnika postrojbi NDH i civila kao posljedice Bleiburga i Križnog puta. Na ploči je 57 osoba iz Potoka i 9 iz Donje Jelenske.
MODERNA HRVATSKA S prvim višestranačkim izborima 22. travnja 1990. godine i pobjedom Hrvatske demokratske zajednice u Potoku, mjesto još jednom potvrđuje opredjeljenje većine za samostalnu i demokratsku Hrvatsku. Balvan revolucija u Potok dovodi mnogobrojne prognane s područja Pakraca, Noske, Okučana a mještani Potoka solodarno ih prihvaćaju. Mlađi mještani postaju pripadnici aktivnog i pričuvnog sastava MUP-a tada jedine obrambene snage u obrani domovine. 29. lipnja 1991. godine dragovoljačka postrojba na razini općine Kutina prerasta u 56. samostalnu bojnu. Branitelji iz Potoka nalaze se, te prve ratne godine, na ključnim bojištima: Kutina, Novska, Lipik, Pakrac, Janja Lipa, Brezina i Pakračka Poljana. U Bljesku i Oluji Potočani sudjeluju u oslobađanju: Okučana, Jasenovca, Mlake, Košutarice, Petrinje, Hrvatske Kostajnice, Dvora…
ŠKOLSTVO U POTOKU Nastava u Potoku počela je 1890. godine. Do tada djeca su školu pohađala u Osekovu u kojoj su prvi počeci školstva zabilježeni 100 godina ranije, 1790. godine. Prvih godina škola djeluje u iznajmljenoj zgradi, a od 1. lipnja 1894. nastava se održava u novoizgrađenoj zgradi.  Zbog španjolske groznice zatvorena je bila škola od 21. listopada do 3. studenog 1918. godine. 1955/56. godine škola funkcionira kao osmogodišnja. 1963/64. godine, s centralizacijom škola, škola u Potoku postaje područna četverogodišnja škola a djeca se prevoze do Popovače. 1982. godine izgrađena je nova zgrada škole.
GOSPODARSTVO Osnova gospodarstvu u Potoku bilo je uvijek poljodjelstvo, a nekada i stočarstvo. Međutim kako su se vremena mijenjala mijenjale su se i gospodarske grane. Tako da krajem 19. stoljeća na području Moslavačko-kutinske gospodarske podružnice, najjača grana gospodarstva je ratarstvo, iza njega stočarstvo, šumarstvo, vinogradarstvo te pčelarstvo i svilarstvo. O uzgoju vinove loze u nizinskim područjima župe Osekovo svjedoči još uvijek zadržani toponim Belavina. Uvođenjem željezničkog prometa 1987. godine potiče se raspad kućnih zadruga te ubrzana dioba seljačkih posjeda. Eksploatacijom hrastovih i bukovih šuma površine se parceliraju, prenamjenjuju u oranične, odnosno u brežuljkastim predjelima u vinogradarske površine.
U prvom desetljeću 20. stoljeća bilježi se rast industrijskih pogona – paromlinovi i pilane. Paromlin u Potoku ima Jakob Alstdter a postoji i pilana Malošeg. Nakon Drugog svjetskog rata zbog agrarnih reformi tadašnjeg društvenog uređenja, komasacije, konfiskacije te nacionalizacije zajedničkih zemljišnih zajednica (pašnjaci, livade, šume) dolazi kraj potočkom stočarstvu iako je Potok bio najjače stočarsko mjesto u cijeloj Moslavini. 1941. godine Potočani prodaju dio zajedničke šume Ravnik i u selo uvode električnu struju. U to vrijeme važnu ulogu preuzimaju poljoprivredne zadruge koje proizvodnju vode na zemljištu svojih članova te površinama koje su se vodile kao općenarodna imovina (koja je prethodno oduzeta seljanima “u ime naroda”). Posebno jaka je bila svinjogojska zadruga s 367 komada svinja. Šesdesetih godina komasacijom se grupirane i povećana površine društvenog sektora čime prestaje djelovanje zadruga (opet politika na štetu seljaka). Glavni nositelj poljoprivredne proizvodnje 1961. godine postaje Poljoprivredno industrijski kombinat Moslavina. Kobinat postaje 1978. godine Moslavka te obrađuje 807 hektara u katastarskoj općini Potok. Osamdesetih godina izgrađena je farma za tov 2.000 komada junadi godišnje a u biljnoj proizvodnji zaposleno je 160-180 radnika. Danas je Moslavka u sustavu Agrokora.
Danas mnogi potočani kroz osnovnu ili dodatnu djelatnost ostvaruju proizvodnju, kroz obiteljska poljoprivredna gospodarstva (OPG), za vlastite ali i potrebe šireg tržišta. Najviše domaćinstava je u ratarskoj prizvodnji, sljedi stočarstvo, mljekarstvo te pčelarstvo. Prisutan je ali više iz ljubavi i uzgoj konja. Potok ima i jednu vinariju. Vinarija Florijanović s 7 hektara vinograda i godišnjom proizvodnjom od 25.000 litara vina. U selu postoje dva ugostiteljska objekta – Restoran Fontana te Caffe bar Potok, popularno zvana drvenjara. Za putnike namjernike brine turističko poduzeće Hermelin koje pruža usluge smještaja.

## Kultura
- KUD "Potočanka" Potok

## Sport i rekreacija
- NK "Sloga" Potok
- Moto Klub "Valhalla Croatia"